# Manekia incurva
Manekia incurva är en pepparväxtart som först beskrevs av Franz e Wilhelm Sieber och Schult., och fick sitt nu gällande namn av T.Arias, Callejas & Bornst.. Manekia incurva ingår i släktet Manekia och familjen pepparväxter. Inga underarter finns listade i Catalogue of Life.